# Lars Erik Järvefelt
Lars Erik Järvefelt, född 6 februari 1919 i Stockholm, död 28 juni 1996, var en svensk företagsledare. Han var far till Göran Järvefelt.
Järvefelt, som var son till köpmannen Allan Järvefelt och Rut Karlsson, bedrev läroverks-, reklam- och journaliststudier. Han var journalist på Nya Dagligt Allehanda 1940–1941, anställd vid Allmänna Annonsbyrån AB samt Rygaards och Törnbloms annonsbyråer 1941–1945, blev disponent vid Edsbyns Träförädling AB 1945, var verkställande direktör och innehavare där från 1948, AB Edsbyns Ångsåg från 1948, Eri Möbelindustri AB från 1958, Möbelcentrum i Ludvika, Sandviken och Avesta. Han var ordförande i Hälsinglands sågverksförening från 1966, styrelseledamot i Svenska plywoodföreningen från 1950, Svenska sågverksföreningars riksförbund från 1966. Han var ledamot av kommunalfullmäktige i Ovanåkers landskommun 1952–1960.